# Heterodraba
Heterodraba es un género con una sola especie (Heterodraba unilateralis Greene) de plantas de flores, en la familia Brassicaceae. Es nativa de Norteamérica, encontrándose en  Oregón, centro de California, y norte de México.
Es considerada una sinónimo de Athysanus unilateralis Greene
Es una planta herbácea anual con tallos peludos que tienen pequeñas esferas de flores blancas. 